# Saint-Félix-de-Bourdeilles
Saint-Félix-de-Bourdeilles – miejscowość i gmina we Francji, w regionie Nowa Akwitania, w departamencie Dordogne.
Według danych na rok 1990 gminę zamieszkiwały 53 osoby, a gęstość zaludnienia wynosiła 9 osób/km² (wśród 2290 gmin Akwitanii Saint-Félix-de-Bourdeilles plasuje się na 1119. miejscu pod względem liczby ludności, natomiast pod względem powierzchni na miejscu 1365.).